# Bondoukou-Soko flygplats
Bondoukou-Soko flygplats är en flygplats i Elfenbenskusten, endast öppen för administrativ användning. Den ligger i Bondoukou i den östra delen av landet, 300 km öster om huvudstaden Yamoussoukro. Flygplatsen ligger 368 meter över havet. IATA-koden är BDK och ICAO-koden DIBU.